# Šumpei Inoue
Šumpei Inoue byl japonský fotbalista.

## Klubová kariéra
Hrával za Osaka SC.

## Reprezentační kariéra
Šumpei Inoue odehrál za japonský národní tým v roce 1923 celkem 1 reprezentační utkání. S japonskou reprezentací se zúčastnil Hry Dálného východu 1923.

## Statistiky
| Japonsko | Japonsko | Japonsko |
| Roky     | Záp.     | Góly     |
| -------- | -------- | -------- |
| 1923     | 1        | 0        |
| Celkem   | 1        | 0        |